# X (álbum de Def Leppard)
X (pronunciado "ten") es el octavo álbum de estudio de la banda de rock británica Def Leppard, lanzado en 2002. Al igual que su trabajo de 1996, Slang, X marcó un abandono al sonido característico de la banda, para experimentar con el pop rock. Fue producido por la banda y Pete Woodroffe.
El disco causó reacciones negativas en muchos de los fanáticos de la banda debido a la naturaleza pop del sonido, especialmente después del lanzamiento de Euphoria, que pretendía retornar al hard rock que caracterizó a la banda a finales de los años 1980 y 1990. El álbum escaló hasta la posición n.º 11 en la lista de éxitos estadounidense Billboard 200 y ocupó la casilla No. 14 en la lista británica UK Albums Chart.
Cabe destacar dos cosas: la activa participación en la composición de los temas del batería, Rick Allen (algo no muy habitual en él hasta ese momento), y la inclusión de dos canciones ("Unbelievable" y "Long, Long Way to Go") no escritas por ningún miembro de la banda.

## Lista de canciones
| N.º | Título                 | Escritor(es)                                                                          | Duración |  |
| 1.  | «Now»                  | Marti Frederiksen, Phil Collen, Joe Elliott, Vivian Campbell, Rick Savage, Rick Allen | 3:58     |  |
| 2.  | «Unbelievable»         | Per Aldeheim, Andreas Carlsson, Max Martin                                            | 3:58     |  |
| 3.  | «You're So Beautiful»  | Frederiksen, Collen, Elliott, Campbell, Savage, Allen                                 | 3:31     |  |
| 4.  | «Everyday»             | Frederiksen, Collen, Elliott, Campbell, Savage, Allen                                 | 3:08     |  |
| 5.  | «Long, Long Way to Go» | Wayne Hector, Steve Robson                                                            | 4:38     |  |
| 6.  | «Four Letter Word»     | Collen, Elliott, Campbell, Savage, Allen                                              | 3:07     |  |
| 7.  | «Torn to Shreds»       | Collen, Savage, Elliott, Campbell, Allen                                              | 2:56     |  |
| 8.  | «Love Don't Lie»       | Elliott, Collen, Campbell, Savage, Allen                                              | 4:46     |  |
| 9.  | «Gravity»              | Collen, Elliott, Pete Woodroffe, Campbell, Savage, Allen                              | 2:33     |  |
| 10. | «Cry»                  | Collen, Elliott, Campbell, Savage, Allen                                              | 3:17     |  |
| 11. | «Girl Like You»        | Campbell, Collen, Elliott, Savage, Allen                                              | 2:49     |  |
| 12. | «Let Me Be the One»    | Elliott, Campbell, Collen, Savage, Allen                                              | 3:29     |  |
| 13. | «Scar»                 | Collen, Elliott, Campbell, Savage, Woodroffe, Allen                                   | 4:59     |  |

### Bonus tracks edición Reino Unido
| UK bonus tracks |                                  |                                          |          |  |
| N.º             | Título                           | Escritor(es)                             | Duración |  |
| 14.             | «Kiss the Day»                   | Savage, Collen, Elliott, Campbell, Allen | 4:27     |  |
| 15.             | «Long Long Way to Go» (acoustic) | Hector, Robson                           | 4:43     |  |

## Personal
- Joe Elliott - voz
- Phil Collen - guitarra y coros
- Vivian Campbell - guitarra y coros
- Rick Savage - bajo y coros
- Rick Allen - batería